# Gobierno y política de Inglaterra

Bandera de Inglaterra

La bandera de Inglaterra se incorporó a la actual bandera del Reino Unido.

La  Política de Inglaterra  constituye la mayor parte de la política del Reino Unido, ya que Inglaterra está más poblada que el resto de estados juntos. También es el más grande en términos geográficos, lo que hace que su relación con el Reino Unido sea diferente de algún modo a la de Escocia, Gales o Irlanda del Norte. La capital de Inglaterra, Londres es también capital del Reino Unido y el inglés es la lengua dominante del Reino Unido (no oficialmente pero sí de facto).  Dicey and Morris (p26) nos da un listado de los diferentes estados de las islas británicas "Inglaterra, Escocia, Irlanda del Norte, la  Isla de Man, Jersey, Guernsey, Alderney, y Sark... son estados diferentes en el sentido del Derecho internacional privado, aunque ninguno de ellos es un estado para el Derecho público internacional." Esto, sin embargo, puede variar según el estatuto que tenga.
Tradicionalmente los autores se referían al Estado de Inglaterra y Gales como "Inglaterra"aunque este uso se está convirtiendo inaceptable en las últimas décadas. Políticamente, ambos países se han fusionado para dar paso al Estado de Reino Unido. El Parlamento del Reino Unido se encuentra en Londres, igual que su Administración Pública, el HM Treasury y la mayoría de las residencias oficiales de la monarquía. Además, el banco central del Reino Unido es conocido como el Banco de Inglaterra.
Aunque asociados con Inglaterra para algunas cuestiones, la Isla de Man, Jersey y Guernsey tienen sus propios parlamentos y no son parte del Reino Unido, de la Unión Europea ni de Inglaterra.
Antes del Acta de Unión (1707), Inglaterra estaba gobernada por un rey y el parlamento. Desde la Unión, Inglaterra no ha tenido su propio gobierno.

## Inglaterra en el parlamento del Reino Unido

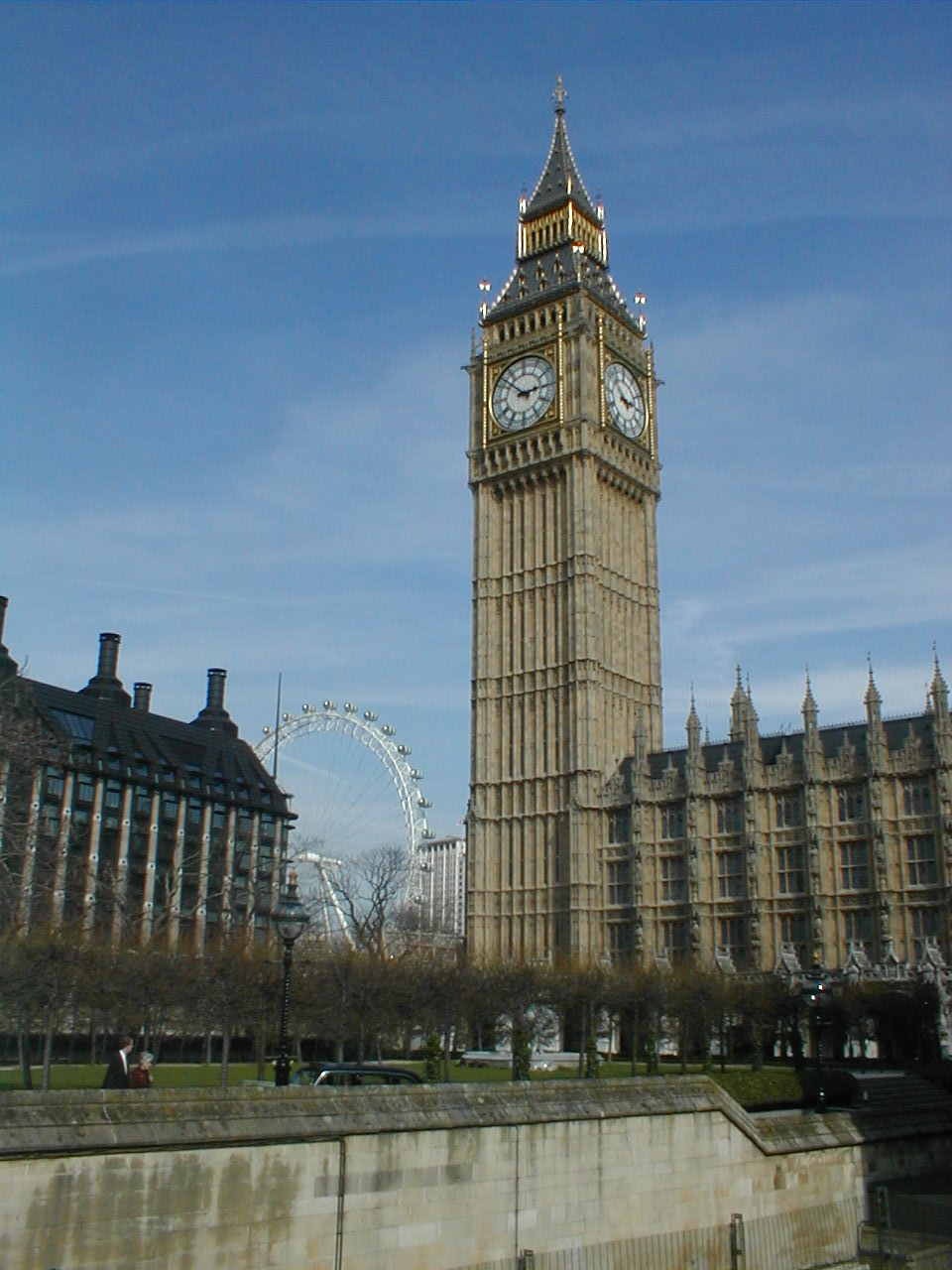
El parlamento, con el London Eye al fondo.

El Parlamento del Reino Unido se encuentra en Westminster, Londres.

### La Cámara de los Comunes
La Cámara de los Comunes (en inglés: House of Commons), oficialmente Los Honorables Comunes del Reino Unido de Gran Bretaña e Irlanda del Norte reunidos en el Parlamento (The Honourable the Commons of the United Kingdom of Great Britain and Northern Ireland in Parliament assembled), es la cámara baja del Parlamento del Reino Unido. Tiene su sede en el Palacio de Westminster y alberga a los diputados y senadores de dicho estado.

### La Cámara de los Lores
La Cámara de los Lores también está compuesta por una mayoría inglesa.
Los miembros de la cámara de los lores que están en ella debido a su cargo eclesiástico son conocidos como los Lores Espirituales. Antiguamente, los Lores Espirituales eran mayoría en esta cámara e incluían al Arzobispo de la Iglesia de Inglaterra, los obispos, abades y priores. Después de 1539 solo los arzobispos y los obispos permanecen en ella debido a la llamada disolución de los monasterios llevada a cabo por Enrique VIII, en la que suprimió los cargos de abad y prior. En 1642 durante la Revolución Inglesa se excluyó también a los Lores Espirituales pero volvieron después de la Clergy Act de 1661. 
El número de Lores Espirituales se restringió más aún con la Bishopric of Manchester Act en 1847 y otras posteriores. En la actualidad hay un máximo de 26 Lores Espirituales entre los que se incluyen los 5 principales prelados de la Iglesia de Inglaterra: el Arzobispo de Canterbury, el Arzobispo de York, el Obispo de Londres, el Obispo de Durham y el Obispo de Winchester. Entre los miembros de la Cámara de los Lores se encuentran también otros obispos diocesanos de la Iglesia de Inglaterra. Los actuales Lores espirituales solo representan a la Iglesia de Inglaterra aunque la Reina puede designar ex officio a miembros de otras iglesias y religiones.

## Inglaterra en el Parlamento de la Unión Europea

Mientras que Escocia, Gales e Irlanda del norte son consideradas por la Unión Europea como distritos electorales independientes,  Inglaterra tiene nueve distritos electorales de un total de doce para todo el Reino Unido. Gibraltar, el único territorio de ultramar que también pertenece a la Unión Europea se incluye en el distrito South West England ( Sudoeste de Inglaterra). Los actuales distritos electorales ingleses en Europa son los siguientes:
| Distrito electoral          | Región                   | escaños | Población. | personas por escaño |
| --------------------------- | ------------------------ | ------- | ---------- | ------------------- |
| 1. Londres                  | Gran Londres             | 9       | 7.4m       | 822k                |
| 2. South East England       | South East               | 10      | 8m         | 800k                |
| 3. South West England       | South West, Gibraltar    | 7       | 4.9m       | 700k                |
| 4. West Midlands            | West Midlands            | 7       | 5.2m       | 740k                |
| 5. North West England       | North West               | 9       | 6.7m       | 745k                |
| 6. North East England       | North East               | 3       | 2.5m       | 833k                |
| 7. Yorkshire and the Humber | Yorkshire and the Humber | 6       | 4.9m       | 816k                |
| 8. East Midlands            | East Midlands            | 6       | 4.1m       | 683k                |
| 9. East of England          | East of England          | 7       | 5.4m       | 770k                |

## Devolución en Inglaterra

### Autoridad del Gran Londres

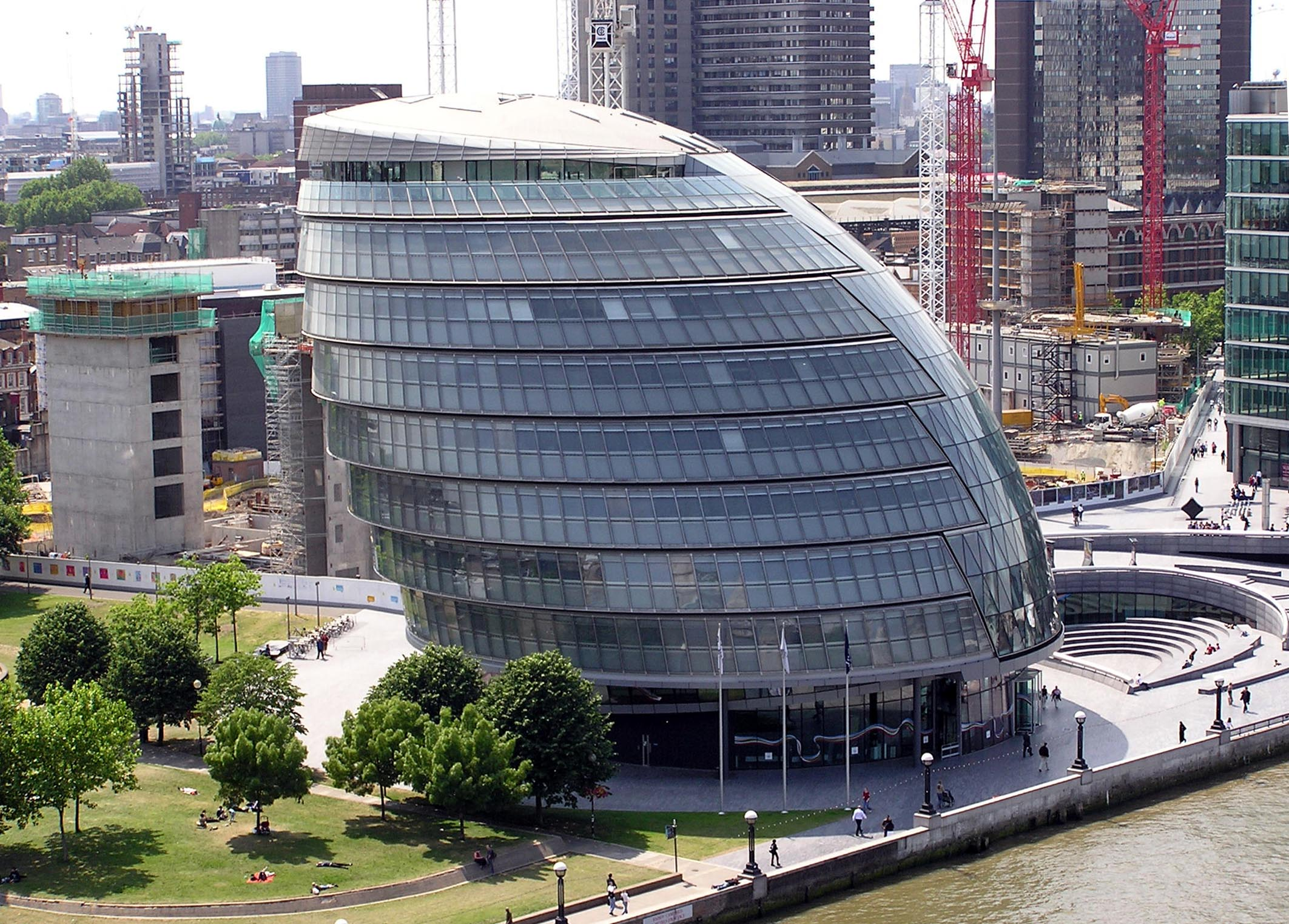
El Ayuntamiento de Londres, Londres

El Gran Londres goza de cierta autonomía, consta de la Asamblea de Londres y el Alcalde de Londres que se elige directamente. La Asamblea fue creada el 3 de julio de 2000 tras el Referéndum para la Independencia de Londres de 1998 en el que el 72% de los votantes aprobaron la creación de la Autoridad del Gran Londres( e incluía la creación de la asamblea y la alcaldía)
El Gran Londres se divide en 32 barrios con sus respectivos consejos que dependen de la Autoridad del Gran Londres. Esta supervisa algunas funciones como las referidas al transporte, policía o bomberos.
No se debe confundir al Alcalde del Gran Londres con el cargo de alcalde de Londres, un cargo hoy prácticamente honorífico de la city de Londres. El Alcalde de Londres es alcalde del Gran Londres, territorio con una población de más de 7.5 millones de habitantes, mientras que la City de Londres es solo una pequeña parte de la actual ciudad de Londres con una población de menos de 10 000 habitantes. El primer Alcalde de Londres fue Ken Livingstone, reelegido en 2004. El segundo y actual es el miembro del partido conservador Boris Johnson, elegido en 2008.
Existe también un partido político londinense, el One London, con representación en la asamblea durante los años 2005-08. Es un partido euroescéptico con raíces en el United Kingdom Independence Party ( UKIP) y en el Veritas.

### Antiguas Asambleas Regionales
Después de aprobarse las devoluciones de Escocia, Irlanda del Norte y Gales y al no suceder lo mismo en Inglaterra, se planificaron una serie de referendums para establecer asambleas regionales en Inglaterra. El primero fue en Londres en 1998 y fue aprobado creándose la Asamblea de Londres y la Autoridad del Gran Londres en el año 2000. En la región noroeste de Inglaterra hubo otro en 2004 pero se declinó la propuesta de creación de una asamblea. Los planes para nuevos referendums en otras regiones se cancelaron y las ocho asambleas regionales fueron abolidas en 2010, transfiriéndose la mayoría de sus funciones a la agencia de desarrollo regional y a las Local Authority Leaders' Board.

### Cornualles
Los nacionalistas de Cornualles consideran que su región es una nación y no un condado de Inglaterra. Para ellos el Ducado de Cornualles tiene un estatus que le confiere mayor autonomía. Tanto el partido nacionalista de Cornualles conocido como Mebyon Kernow como los cinco parlamentarios por el Partido Liberal Demócrata Inglés se oponen a formar parte de la Asamblea Regional del Sudeste de Inglaterra junto con las regiones de Devon, Dorset, Gloucestershire, Somerset y Wiltshire y preferirían una asamblea córnica democráticamente elegida.

## Gobierno local

Structure of local government in England

distrito metropolitano
burgo londinense
autoridad unitaria
condado no metropolitano

En cuanto al gobierno local, Inglaterra se divide en cuatro niveles de entidades subnacionales: regiones, condados, distritos y parroquias.
Los distritos en Inglaterra pueden tener también el estatus de burgo(borough), city, o burgo real( royal borough).
Los condados metropolitanos estaban divididos en distritos metropolitanos llamados boroughs. Cuando se abolieron los consejos de los condados los distritos metropolitanos absorbieron muchos de sus poderes y funcionan de la misma manera que otras autoridades unitarias.
Los condados o Shire (condados no metropolitanos) se dividen en distritos no metropolitanos. En ellos el poder se comparte con el consejo del condado pero de forma diferente a la de los condados metropolitanos en épocas anteriores.

## Partidos políticos de Inglaterra
Son partidos locales ingleses el English Democrats Party, el One England, el English People's Party, el English Radical Alliance, el England First party y el English Independence Party.
El Partido Verde de Inglaterra y Gales se separó del Partido Verde Escocés. El Partido Verde Galés va ganando también en independencia.
El Partido conservador del Reino Unido adoptó una política de votos llamada EVoEL para evitar que el electorado de fuera de Inglaterra votara leyes que afectan solamente a esta.
El partido laborista aboga por una mayor autonomía de las regiones.
Algunos partidos reclaman más independencia que otros, mientras unos piden la independencia de Inglaterra como en el caso escocés otros piden su independencia del Reino Unido.

## Iglesia de Inglaterra

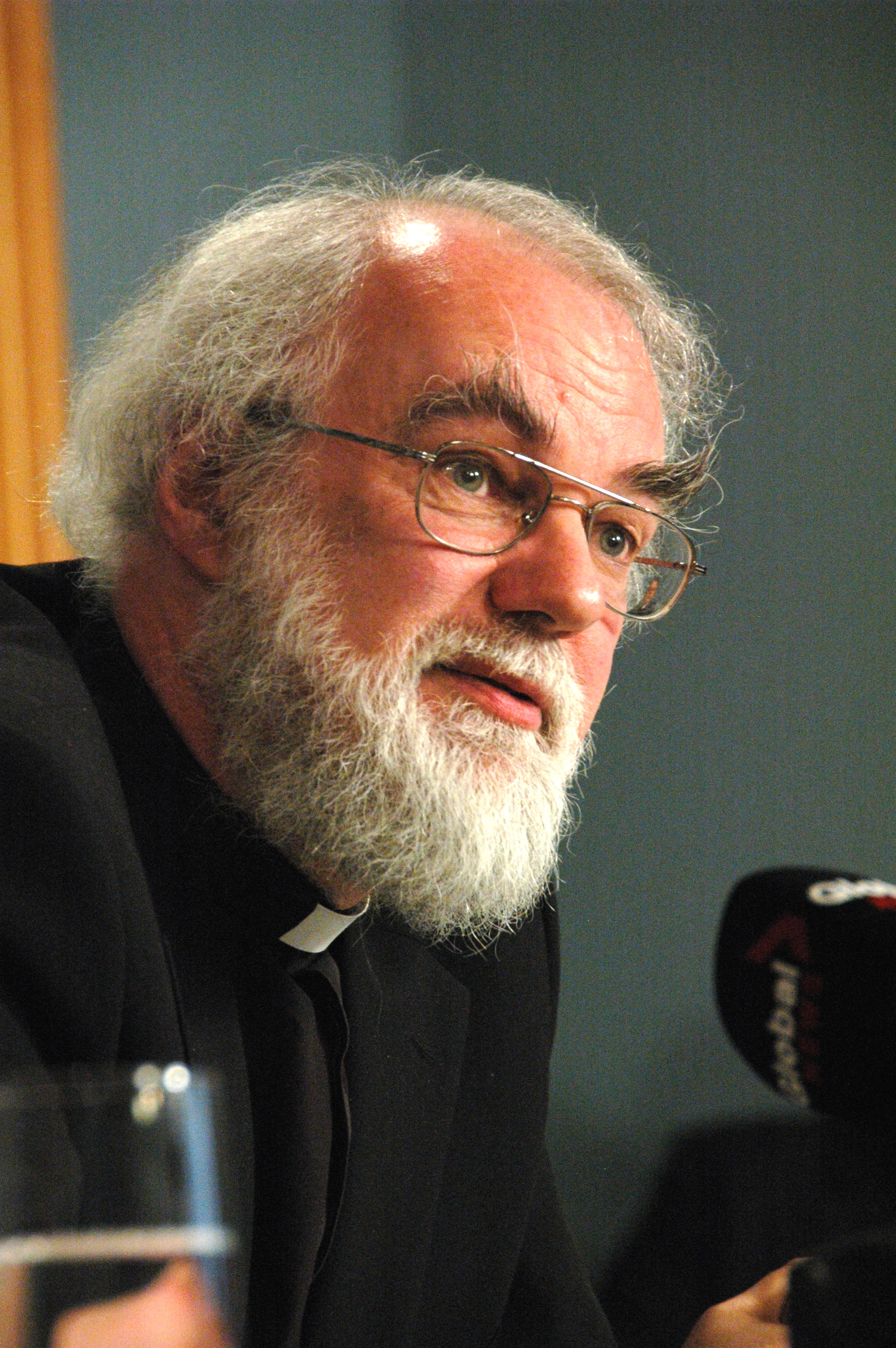
El Arzobispo de Canterbury, Rowan Williams.

La Iglesia de Inglaterra es la religión oficial de Estado. El rey Carlos III es el representante oficial de la Iglesia con el título de Gobernadora Suprema de la Iglesia de Inglaterra y el Arzobispo de Canterbury es el principal clérigo( primado). La ley de la Iglesia de Inglaterra establece que "la Reina es el principal poder de Dios en este Reino y tiene suprema autoridad sobre todas las personas y todos los procesos tanto eclesiásticos como civiles". En la práctica este poder es ejercido generalmente a través del parlamento y el primer ministro.
De los cuarenta y cuatro arzobispos y obispos diocesanos de la Iglesia de Inglaterra solo veintiséis pueden estar en la Cámara de los Lores: Los arzobispos de Canterbury y York, así como los obispos de Londres, Durham y Winchester tiene escaño automáticamente. Los veintiuno restantes se ocupan por orden de antigüedad mediante consagración. A un obisspo diocesano puede llevarle años llegar a la Cámara de los Lores, momento en el que se convierte en Lord espiritual.

## Monmouthshire
Los nacionalistas del condado histórico de Monmouthshire, asentado en las marcas galesas, área fronteriza entre Gales e Inglaterra, solicitan la unidad e independencia de esta región histórica.
El condado histórico de Monmouthshire se constituyó tras el Laws in Wales Act de 1535. El 2.º Laws in Wales Act excluyó este condado de la lista de condados de Gales lo que llevó a ambigüedad en cuanto a su pertenencia a Inglaterra o a Gales. En 1974 se circunscribe definitivamente a Gales pero parte del territorio del condado histórico queda dividido. En 1996 se crea la Autoridad Unitaria de Monmouthshire que cubre lo que fue la mitad este del condado histórico.

## Berwick-upon-Tweed
Berwick, al norte del río Tweed, fue un condado hasta 1885, año en el que se incluyó en Northumberland. Los nacionalistas escoceses, principalmente, quieren que forme parte de Escocia y no de Inglaterra.

### Citas
1. ↑  MP Andrew George campaigns for a Cornish Assembly
2. ↑  50,000 petition for Cornish Assembly
3. ↑  Cornish Lib Dems support the proposal for a Cornish Assembly
4. ↑  «The History of the Church of England». The Archbishops' Council of the Church of England. Archivado desde el original el 21 de febrero de 2010. Consultado el 24 de mayo de 2006.
5. ↑  House of Lords: alphabetical list of Members. Retrieved on 12 December 2008.